# 努斯洛赫
努斯洛赫是德国巴登-符腾堡州的一个市镇。总面积13.59平方公里，总人口10701人，其中男性5202人，女性5499人，外国人816人（2011年12月31日），人口密度787人/平方公里。

## 友好城市
- 法國昂代尔诺莱班 1977年
- 匈牙利瑙吉奧塔德 2000年
- 西班牙塞戈尔韦 2001年